# Trauttmansdorff
La famiglia Trauttman(n)sdorff appartiene all'alta nobiltà austriaca e boema, e discende dall'antica nobiltà stiriana.

## Storia
La famiglia già dal XII secolo si era stabilita nel castello Trautmannsdorf di Trautmannsdorf an der Leitha, il cui nome derivava da un Trutman, che intorno al 1100 serviva sotto i Babenberg.
L'effettivo ed omonimo luogo d'origine della famiglia si trova nella Stiria orientale, a Trautmannsdorf vicino a Feldbach.. 

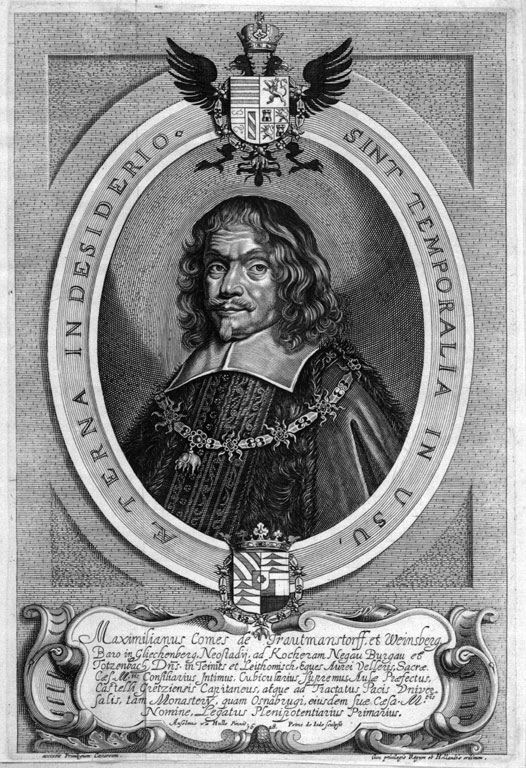
Maximilian von und zu Trauttmansdorff

La stirpe inizia con Herrand von Trautmansdorf, la cui esistenza è documentata dal 1308 al 1325, che era inizialmente al servizio della famiglia ministeriale dei signori di Wildon, e passò poi a quello dei signori di Walsee.
I Trauttmansdorff divennero una delle principali famiglie di ministeriales dell'Austria e nel 1598 ottennero il titolo di baroni ereditari austriaci.
I Trauttsmandorff erano sia in Stiria che in Tirolo, e dal 1513, con l'acquisto del castello di Totzenbach, erano residenti anche in Bassa Austria.
Si divisero nelle due linee, quella poi principesca o boema di Adam Matthias e la cadetta, comitale di Stiria o di Georg Sigismund.
Nel 1623 furono creati conti del Sacro Romano Impero con la signoria autonoma di Weinsberg entrando a far parte del collegio dei conti di Svevia nel 1631; nel 1625 ottennero il riconoscimento di indigenato in Boemia e Ungheria; nel 1667 ebbero anche l'incolato di Boemia. Furono creati principi del Sacro Romano Impero nel 1805 e contemporaneamente divennero principi boemi.
In Boemia, dove i Trauttsmansdorff avevano dei possedimenti, come anche in Ungheria, sin dal 1625, le signorie di Teinitz e Gitschin costituivano dei fedecommessi familiari. Il consigliere intimo imperiale Maximilian von und zu Trauttmansdorff provocò la caduta del generalissimo imperiale Albrecht von Wallenstein, conoscendone i progetti ambiziosi.
Il secondo nome Weinsberg deriva dalla signoria di Weinsberg nel Württemberg, che i Trauttmansdorff ebbero in possesso come donazione imperiale durante la Guerra dei Trent'Anni dal 1635 al 1648, ma che dopo la Pace di Vestfalia restituirono al Württemberg. Il nome venne tuttavia conservato, cosicché nel 1639 il cognome fu esteso in Trauttmansdorff-Weinsberg per concessione imperiale.
Nel tardo XVII secolo, la famiglia ebbe dai Particelli la proprietà del loro palazzo a Trento, rinominandolo Palazzo Trautmannsdorf.
Nel 1861 alla famiglia Trauttmansdorff fu assegnato un seggio ereditario nella Camera dei signori d'Austria della Dieta imperiale.

## Stemma
Blasonatura dello stemma di famiglia:
- partito di rosso e d'argento alla rosa a sei petali dall'uno all'altro.
- svolazzi: di rosso e d'argento; cimiero:  un pennacchio di penne di gallo partito di rosso e d'argento, sopra il tutto una rosa a sei petali dall'uno all'altro.

## Membri

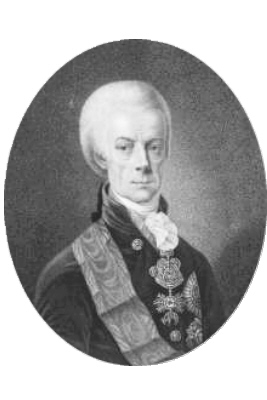
Franz Ferdinand von Trauttmansdorff, creato principe del Sacro Romano Impero, fu uno dei più noti politici e diplomatici della sua epoca in Austria

### Conti del Sacro Romano Impero (1623)
- Johann David (m. 1627), I conte del Sacro Romano Impero dal 1623
- Adam Matthias (1617-1684), II conte del Sacro Romano Impero, nipote del precedente
- Rudolf Wilhelm (1646-1689), III conte del Sacro Romano Impero
- Johann Joseph (1676-1713), IV conte del Sacro Romano Impero
- Franz Norbert (1705-1786), V conte del Sacro Romano Impero
- Franz Ferdinand (1749-1827), VI conte del Sacro Romano Impero, creato principe

### Principi del Sacro Romano Impero (1805)
- Franz Ferdinand (1749-1827), I principe del Sacro Romano Impero poi I principe di Trauttmansdorff-Weinsberg

### Principi di Trauttmansdorff-Weinsberg (1806)
- Franz Ferdinand (1749-1827), I principe di Trauttmansdorff-Weinsberg
- Johann Nepomuk Josef Norbert (1780-1834), II principe di Trauttmansdorff-Weinsberg
- Ferdinand II Joachim (1803-1859), III principe di Trauttmansdorff-Weinsberg
- Karl Johann Nepomuk Ferdinand (1845-1921), IV principe di Trauttmansdorff-Weinsberg
- Karl II Joseph (1897-1976), V principe di Trauttmansdorff-Weinsberg, nipote del precedente
- Rudolf (1923-1994), VI principe di Trauttmansdorff-Weinsberg
- Karl III Wolfgang Heinz Michael (n. 1965), VII principe di Trauttmansdorff-Weinsberg

## Personaggi illustri
- Maximilian von und zu Trauttmansdorff (1584-1650), diplomatico e politico austriaco della guerra dei trent'anni
- Ferdinand von Trauttmansdorff (1749–1827), diplomatico e politico austriaco
- Maria-Thaddeus von Trauttmansdorf Wiensberg (1761–1819), vescovo di Königgrätz, arcivescovo di Olmütz

## Residenze

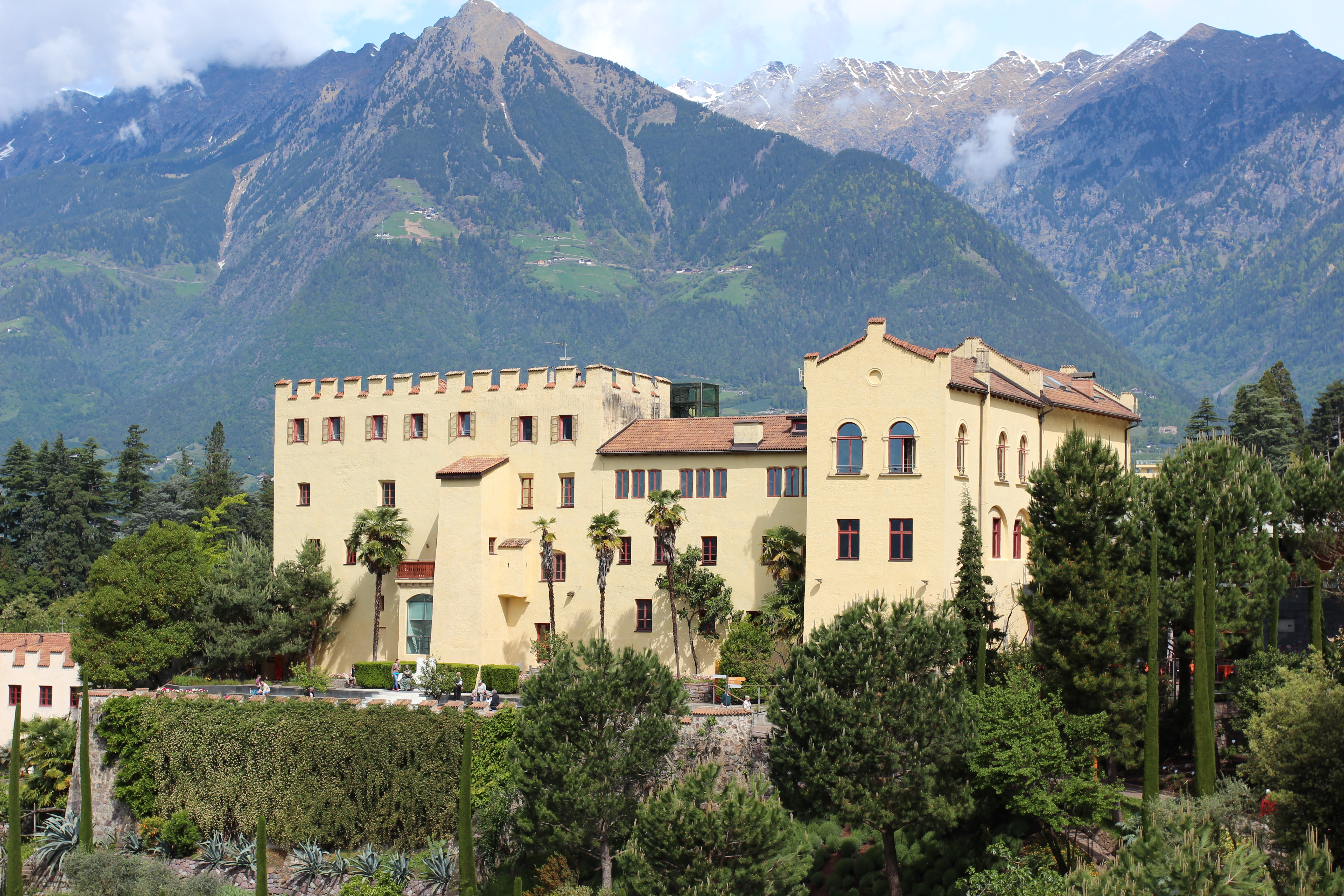
Castel Trauttmansdorff, vicino a Merano, già sede della famiglia

- Castel Trauttmansdorff presso Merano, dal 1977 proprietà della Provincia autonoma di Bolzano
- Palazzo Trauttmansdorff, già residenza di città della famiglia, a Graz
- Castel Pottenbrunn presso Sankt Pölten